# Fistule

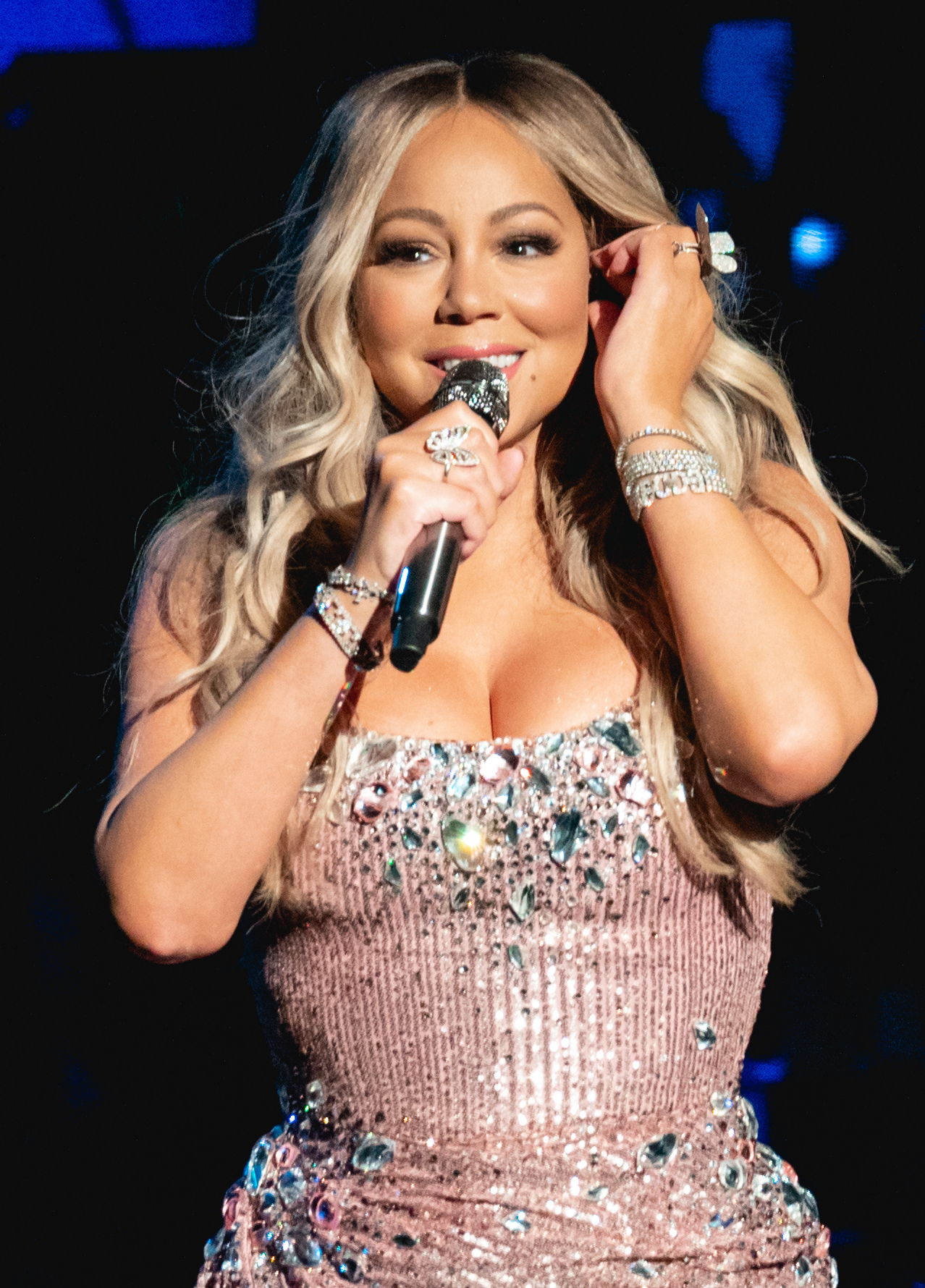
Mariah Carey

Fistule je nejvyšší hlasový rejstřík lidského hlasu. Nachází se nad hlavovým rejstříkem (falzetem). Na rozdíl od ostatních rejstříků se fistule vytváří jiným způsobem. Barvou se podobá píšťale.
U některých sopránů může fistule rozšiřovat i to, co se považuje za hrudní rejstřík. Ženy všech typů hlasů si s řádným vokálním tréninkem mohou vycvičit tuto část svého hlasu. Nicméně pro některé ženy je nemožné vytvořit tóny v tomto rejstříku, aby to pro ně bylo ještě pohodlné. Děti i někteří muži dokážou vytvářet tóny v tomto rejstříku.

## Fyziologie a definice pojmu
Fistule je nejvyšší fonační rejstřík, který u většiny zpěváků začíná vysokým C (C6 nebo 1 046,5 Hz) a obvykle může být až o dvě D nad ním (D7 nebo 2 349,3 Hz). Spodní část fistule se může překrývat s horní částí hlavového rejstříku a falzetem, což zpěvákům umožňuje vytváření těchto tónů různým způsobem. V zásadě se ale fistule využívá pro vytváření tónů nad tónem C6. Stejně jako je tomu u ostatních rejstříků, fistule nezačíná stejným tónem u všech typů hlasu a existují i případy, kdy může být fistule používána u tónů daleko vyšších nebo nižších, než je výše uvedeno. Na příklad většina sopránů dokáže vyzpívat až k vysokému F (nad vysokým C), aniž by vstoupilo do fistule. Mado Robin je příkladem sopránu, který často zpívá F nad vysokým C (F6) až po B nad vysokým C (B6), aniž by vstoupil do fistule.
Z fyziologického hlediska je fistule nejméně pochopeným rejstříkem lidského hlasu. U ostatních rejstříků lze nafilmovat hlasivky při fonaci. U fistule to jde ztěžka, protože se hrtanová příklopka uzavře nad hrtanem a rezonanční prostor dosahuje svých nejmenších rozměrů. Je známo, že při fonaci tónů fistule dochází pouze ve přední části hlasivek. Takhle kratší vibrace umožňují lehčí vytváření vyšších tónů.
I když jsme ještě zcela neporozuměli fyziologické stránce vytváření tónů fistule, je známo, že při její fonaci jsou aktivní laterální krikoarytenoidní svaly, zatímco transverzální abdominální svaly nejsou. U arytenoidní chrupavky lze vidět trojúhelníkovitý otvor. Arytenoidní chrupavky se dotýkají hlasivkového vaziva, zatímco jejich zadní špičky se ho nedotýkají. Výjimkou by mohlo být, pokud by se hlasivky neroztahovaly, protože roztahování hlasivkového vaziva jej odtahuje od arytenoidních chrupavek.

## Fistule u dětí
Mnohá nemluvňata a malé děti obou pohlaví vytvářejí zvuky ve frekvenčním rozsahu fistule bez vědomého úsilí. U dětí se fistule obvykle pohybuje od vysokého C (C6 nebo 1 046,5 Hz) po G dvě oktávy nad vysokým C (G7 nebo 3 136,0 Hz). Některé děti ale dokážou vytvořit zvuky přesahující horní hranici rozsahu klaviatury. Někteří lékaři radí, aby bylo dítě odrazováno od používání fistule ze strachu, že nenavratitelně poškodí hlasivky nebo že způsobí vokální dysfunkci, která ovlivní řeč nebo fonaci.

## Použití fistule
V populární hudbě se fistule používá pro vytváření různorodosti. Používají se tam tóny mnohem vyšší než v opeře. Fistule je většinou používána zpěvačkami, jako je například Mariah Carey, Ariana Grande nebo Minnie Riperton. Adam Lopez drží rekord v Guinnessově knize rekordů za nejvyšší tón vytvořený mužem (C8 = pětičárkované c) za použití fistule. Georgia Brownová byla zapsána do Guinnessovy knihy rekordů v roce 2005 za vytvoření nejvyššího tónu člověkem (G10 = sedmičárkované G), ale v edici z roku 2007 byl tento záznam vymazán.